# Lista över medaljörer vid olympiska sommarspelen 1992
Det här är samtliga medaljörer i olympiska sommarspelen 1992.

## Badminton
| Klass                            | Guld                                    | Silver                               | Brons                               |
| Individuellt, herrar Detaljer... | Alan Budikusuma (INA)                   | Ardy Wiranata (INA)                  | Thomas Stuer-Lauridsen (DEN)        |
| Individuellt, herrar Detaljer... | Alan Budikusuma (INA)                   | Ardy Wiranata (INA)                  | Hermawan Susanto (INA)              |
| singel, damer Detaljer...        | Susi Susanti (INA)                      | Bang Soo-hyun (KOR)                  | Huang Hua (CHN)                     |
| singel, damer Detaljer...        | Susi Susanti (INA)                      | Bang Soo-hyun (KOR)                  | Tang Jiuhong (CHN)                  |
| Dubbel, herrar Detaljer...       | Sydkorea Kim Moon-soo Park Joo-bong     | Indonesien Eddy Hartono Rudy Gunawan | Kina Li Yongbo Tian Bingyi          |
| Dubbel, herrar Detaljer...       | Sydkorea Kim Moon-soo Park Joo-bong     | Indonesien Eddy Hartono Rudy Gunawan | Malaysia Razif Sidek Jalani Sidek   |
| Dubbel, damer Detaljer...        | Sydkorea Hwang Hye-young Chung So-young | Kina Guan Weizhen Nong Qunhua        | Sydkorea Gil Young-ah Shim Eun-jung |
| Dubbel, damer Detaljer...        | Sydkorea Hwang Hye-young Chung So-young | Kina Guan Weizhen Nong Qunhua        | Kina Lin Yan Fen Yao Fen            |

## Baseboll
| Gren   | Guld | Silver | Brons |
| Herrar | Kuba Omar Ajete Rolando Arrojo José Raúl Delgado Giorge Díaz José Estrada Osvaldo Fernández Lourdes Gourriel Orlando Hernández Alberto Hernández Orestes Kindelán Omar Linares Germán Mesa Victor Mesa Antonio Pacheco Juan Padilla Luis Ulacia Ermidelio Urrutia Jorge Luis Valdés Lázaro Vargas | Kina-Taipei Chang Cheng-Hsien Chang Wen-Chung Chang Yaw-Teing Chen Chi-Hsin Chen Wei-Chen Chiang Tai-Chuan Huang Chung-Yi Huang Wen-Po Jong Yeu-Jeng Ku Kuo-Chian Kuo Lee Chien-Fu Liao Ming-Hsiung Lin Chao-Huang Lin Kun-Han Lo Chen-Jung Lo Kuo-Chong Pai Kun-Hong Tsai Ming-Hung Wang Kuang-Shih Wu Shih-Hsih | Japan Tomohito Ito Shinichiro Kawabata Masahito Kohiyama Hirotami Kojima Hiroki Kokubo Takashi Miwa Hiroshi Nakamoto Masafumi Nishi Kazutaka Nishiyama Koichi Oshima Hiroyuki Sakaguchi Shinichi Sato Yasuhiro Sato Masanori Sugiura Kento Sugiyama Yasunori Takami Akihiro Togo Koji Tokunaga Shigeki Wakabayashi Katsumi Watanabe |

## Basket
| Gren   | Guld | Silver | Brons |
| Herrar | USA David Robinson Patrick Ewing Larry Bird Scottie Pippen Michael Jordan Clyde Drexler Karl Malone John Stockton Chris Mullin Charles Barkley Earvin "Magic" Johnson, Jr. Christian Laettner             | Kroatien Dražen Petrović Velimir Perasović Danko Cvjetičanin Toni Kukoč Vladan Alanović Franjo Arapović Žan Tabak Stojko Vranković Alan Gregov Arijan Komazec Dino Rađa Aramis Naglić | Litauen Valdemaras Chomičius Alvydas Pazdrazdis Arūnas Visockas Darius Dimavičius Romanas Brazdauskis Gintaras Krapikas Rimas Kurtinaitis Arvydas Sabonis Artūras Karnišovas Šarūnas Marčiulionis Gintaras Einikis Sergėjus Jovaiša |
| Damer  | OSS Jelena Zjirko Jelena Baranova Irina Gerlits Jelena Tornikidu Jelena Sjvajbovitj Marina Tkatjenko Irina Minkh Jelena Chudasjova Irina Sumnikova Elen Bunatiants Natalja Zasulskaja Svetlana Zabolujeva | Kina Cong Xuedi He Jun Li Xin Liu Jun Li Dongmei Liu Qing Peng Ping Wang Fang Zheng Dongmei Zheng Haixia Zhan Shuping                                                                 | USA Teresa Edwards Daedra Charles Clarissa Davis Teresa Weatherspoon Tammy Jackson Vickie Orr Victoria Bullett Carolyn Jones Katrina Felicia McClain Medina Dixon Cynthia Cooper Suzanne McConnell                                  |

## Bordtennis
| Gren          | Guld                         | Silver                               | Brons                                                               |
| Singel herrar | Jan-Ove Waldner, SWE         | Jean-Philippe Gatien, FRA            | Kim Taek-Soo, KOR Ma Wenge, CHN                                     |
| Dubbel herrar | Lu Lin & Wang Tao, CHN       | Steffen Fetzner & Jörg Rosskopf, GER | Kang Hee-Chan & Lee Chul-Seung, KOR Kim Taek-Soo & Yoo Nam-Kyu, KOR |
| Singel damer  | Deng Yaping, CHN             | Qiao Hong, CHN                       | Li Bun-Hui, PRK Hyun Jung-Hwa, KOR                                  |
| Dubbel damer  | Deng Yaping & Qiao Hong, CHN | Chen Zihe & Gao Jun, CHN             | Li Bun-Hui & Yu Sun-Bok, PRK Hyun Jung-Hwa & Hong Cha-Ok, KOR       |

## Boxning
| Gren       | Guld                   | Silver                      | Brons                                                    |
| -48 kg     | Rogelio Marcelo Kuba   | Daniel Petrov Bulgarien     | Jan Quast Tyskland Roel Velasco Filippinerna             |
| 48–51 kg   | Choi Chol-Su Nordkorea | Raúl González Kuba          | István Kovács Ungern Tim Austin USA                      |
| 51–54 kg   | Joel Casamayor Kuba    | Wayne McCullough Irland     | Mohammed Achik Marocko Li Gwang-Sik Nordkorea            |
| 54–57 kg   | Andreas Tews Tyskland  | Faustino Reyes Spanien      | Hocine Soltani Algeriet Ramaz Paliani OSS                |
| 57–60 kg   | Óscar de la Hoya USA   | Marco Rudolph Tyskland      | Hong Sung-Sik Sydkorea Namdzjilyn Bajarsaichan Mongoliet |
| 60–63,5 kg | Hector Vinent Kuba     | Mark Leduc Kanada           | Jyri Kjäll Finland Leonard Doroftei Rumänien             |
| 63,5–67 kg | Michael Carruth Irland | Juan Hernández Sierra Kuba  | Aníbal Acevedo Puerto Rico Arkhom Chenglai Thailand      |
| 67–71 kg   | Juan Carlos Lemus Kuba | Orhan Delibaş Nederländerna | Robin Reid Storbritannien György Mizsei Ungern           |
| 71–75 kg   | Ariel Hernández Kuba   | Chris Byrd USA              | Chris Johnson Kanada Lee Seung-Bae Sydkorea              |
| 75–81 kg   | Torsten May Tyskland   | Rostyslav Zaulytjnyi OSS    | Zoltán Béres Ungern Wojciech Bartnik Polen               |
| 81–91 kg   | Félix Savón Kuba       | David Izonritei Nigeria     | Arnold Vanderlyde Nederländerna David Tua Nya Zeeland    |
| 91 kg+     | Roberto Balado Kuba    | Richard Igbineghu Nigeria   | Brian Nielsen Danmark Svilen Rusinov Bulgarien           |

## Brottning

### Fristil
| Gren   | Guld                     | Silver                    | Brons                       |
| 48 kg  | Kim Il Nordkorea         | Kim Jong-Shin Sydkorea    | Vougar Oroudjov OSS         |
| 52 kg  | Li Hak-Son Nordkorea     | Zeke Jones USA            | Valentin Yordanov Bulgarien |
| 57 kg  | Alejandro Puerto Kuba    | Sergei Smal OSS           | Kim Yong-Sik Nordkorea      |
| 62 kg  | John Smith USA           | Askari Mohammadian Iran   | Lázaro Reinoso Kuba         |
| 68 kg  | Arsen Fadzayev OSS       | Valentin Getzov Bulgarien | Kosei Akaishi Japan         |
| 74 kg  | Park Jang-Soon Sydkorea  | Kenny Monday USA          | Amir Reza Khadem Iran       |
| 82 kg  | Kevin Jackson USA        | Elmadi Jabrailov OSS      | Rasoul Khadem Iran          |
| 90 kg  | Makharbek Khadartsev OSS | Kenan Şimşek Turkiet      | Christopher Campbell USA    |
| 100 kg | Leri Khabelov OSS        | Heiko Balz Tyskland       | Ali Kayalı Turkiet          |
| 130 kg | Bruce Baumgartner USA    | Jeffrey Thue Kanada       | David Gobezhishvili OSS     |

### Grekisk-romersk stil
| Gren   | Guld                      | Silver                   | Brons                     |
| 48 kg  | Oleg Kutscherenko OSS     | Vincenzo Maenza Italien  | Wilber Sánchez Kuba       |
| 52 kg  | Jon Rønningen Norge       | Alfred Ter-Mkrtytjan OSS | Min Kyung-Gab Sydkorea    |
| 57 kg  | An Han-Bong Sydkorea      | Rifat Yildiz Tyskland    | Sheng Zetian Kina         |
| 62 kg  | Mehmet Akif Pirim Turkiet | Sergej Martynov OSS      | Juan Marén Kuba           |
| 68 kg  | Attila Repka Ungern       | Islam Dugusjiev OSS      | Rodney Smith USA          |
| 74 kg  | Mnatsakan Iskandarjan OSS | Józef Tracz Polen        | Torbjörn Kornbakk Sverige |
| 82 kg  | Péter Farkas Ungern       | Piotr Stępień Polen      | Daulet Turlychanov OSS    |
| 90 kg  | Maik Bullmann Tyskland    | Hakkı Başar Turkiet      | Gogi Koghuasjvili OSS     |
| 100 kg | Héctor Milián Kuba        | Dennis Koslowski USA     | Sergei Demyashkevich OSS  |
| 130 kg | Aleksandr Karelin OSS     | Tomas Johansson Sverige  | Ioan Grigoraș Rumänien    |

## Bågskytte
| Klass                            | Guld                                                  | Silver                                            | Brons                                                           |
| Individuellt, herrar Detaljer... | Sébastien Flute (FRA)                                 | Chung Jae-Hun (KOR)                               | Simon Terry (GBR)                                               |
| Individuellt, damer Detaljer...  | Cho Youn-Jeong (KOR)                                  | Kim Soo-Nyung (KOR)                               | Natalia Valeeva (EUN)                                           |
| Lag, herrar Detaljer...          | Spanien Juan Holgado Alfonso Menéndez Antonio Vázquez | Finland Ismo Falck Jari Lipponen Tomi Poikolainen | Storbritannien Steven Hallard Richard Priestman Simon Terry     |
| Lag, damer Detaljer...           | Sydkorea Cho Youn-Jeong Kim Soo-Nyung Lee Eun-Kyung   | Kina Ma Xiangjun Wang Hong Wang Xiaozhu           | OSS Natalia Valeeva Khatouna Kvrivichvili Lyudmila Arzhannikova |

## Cykling

### Herrar
| Gren                      | Guld                                                                              | Silver                                                               | Brons                                                                            |
| Landsväg                  | Fabio Casartelli Italien                                                          | Erik Dekker Nederländerna                                            | Dainis Ozols Lettland                                                            |
| Poänglopp                 | Giovanni Lombardi Italien                                                         | Léon van Bon Nederländerna                                           | Cédric Mathy Belgien                                                             |
| 4000m individiuell        | Chris Boardman Storbritannien                                                     | Jens Lehmann Tyskland                                                | Gary Anderson Nya Zeeland                                                        |
| 4000m lag                 | Tyskland Stefan Steinweg Andreas Walzer Guido Fulst Michael Glöckner Jens Lehmann | Australien Stuart O'Grady Brett Aitken Stephen McGlede Shaun O'Brien | Danmark Jan Petersen Michael Sandstød Ken Frost Jimmi Madsen Klaus Nielsen       |
| 1000m individiuell sprint | Jens Fiedler Tyskland                                                             | Gary Neiwand Australien                                              | Curtis Harnett Kanada                                                            |
| Linjelopp                 | José Manuel Moreno Spanien                                                        | Shane Kelly Australien                                               | Erin Hartwell USA                                                                |
| Linjelopp, lag            | Tyskland Michael Rich Bernd Dittert Christian Meyer Uwe Peschel                   | Italien Andrea Peron Flavio Anastasia Luca Colombo Gianfranco Contri | Frankrike Jean-Louis Harel Hervé Boussard Didier Faivre-Pierret Philippe Gaumont |

### Damer
| Gren                      | Guld                    | Silver                           | Brons                        |
| Landsväg                  | Kathryn Watt Australien | Jeannie Longo-Ciprelli Frankrike | Monique Knol Nederländerna   |
| Individiuell sprint       | Erika Salumäe Estland   | Annett Neumann Tyskland          | Ingrid Haringa Nederländerna |
| Individiuell 3000m sprint | Petra Roßner Tyskland   | Kathryn Watt Australien          | Rebecca Twigg USA            |

## Fotboll

### Herrar
| Gren   | Guld | Silver | Brons |
| Herrar | Spanien José Emilio Amavisca · Rafael Berges · Santiago Cañizares · Abelardo Fernández · Albert Ferrer · Josep Guardiola · Miguel Hernández · Toni Jiménez · Mikel Lasa · Juan Manuel López · Javier Manjarín · Luis Enrique · Kiko Narváez · Alfonso Pérez · Antonio Pinilla · Francisco Soler Atencia · Gabriel Vidal · Roberto Solozábal · David Villabona · Paqui Veza | Polen Dariusz Adamczuk · Marek Bajor · Jerzy Brzęczek · Marek Koźmiński · Dariusz Gęsior · Marcin Jałocha · Tomasz Łapiński · Tomasz Wałdoch · Aleksander Kłak · Andrzej Kobylański · Ryszard Staniek · Wojciech Kowalczyk · Andrzej Juskowiak · Grzegorz Mielcarski · Piotr Świerczewski · Mirosław Walogóra · Dariusz Koseła · Arkadiusz Onyszko · Dariusz Szubert · Tomasz Wieszczycki | Ghana Joachin Yaw Acheampong · Simon Addo · Sammi Adjei · Maxwell Konadu · Mamood Amadu · Isaac Asare · Frank Amankwah · Nii Lamptey · Bernard Aryee · Kwame Ayew · Mohammed Gargo · Mohammed Kalilu · Ibrahim Dossey · Samuel Osei Kuffour · Samuel Kumah · Anthony Mensah · Alex Nyarko · Yaw Preko · Shamo Quaye · Oli Rahman Coach: Sam Arday |

## Friidrott

### Herrar
| Gren               | Guld                                                                                       | Guld           | Silver                                                                             | Silver   | Brons                                                                                                | Brons    |
| 100 meter          | Linford Christie Storbritannien                                                            | 9,96           | Frankie Fredericks Namibia                                                         | 10,02    | Dennis Mitchell USA                                                                                  | 10,04    |
| 200 meter          | Michael Marsh USA                                                                          | 20,01          | Frankie Fredericks Namibia                                                         | 20,13    | Michael Bates USA                                                                                    | 20,38    |
| 400 meter          | Quincy Watts USA                                                                           | 43,50          | Steve Lewis USA                                                                    | 44,21    | Samson Kitur Kenya                                                                                   | 44,24    |
| 800 meter          | William Tanui Kenya                                                                        | 1.43.66        | Nixon Kiprotich Kenya                                                              | 1.43,70  | Johnny Gray USA                                                                                      | 1.43,97  |
| 1 500 meter        | Fermin Cacho Ruiz Spanien                                                                  | 3.40,12        | Rachid El Basir Marocko                                                            | 3.40,62  | Mohammed Suleiman Qatar                                                                              | 3.40,69  |
| 5 000 meter        | Dieter Baumann Tyskland                                                                    | 13.12,52       | Paul Bitok Kenya                                                                   | 13.12,71 | Fita Bayisa Etiopien                                                                                 | 13.13,03 |
| 10 000 meter       | Khalid Skah Marocko                                                                        | 27.46,70       | Richard Chelimo Kenya                                                              | 27.47,72 | Addis Abebe Etiopien                                                                                 | 28.00,07 |
| Maraton            | Hwang Young-Cho Sydkorea                                                                   | 2:13.23        | Koichi Morishita Japan                                                             | 2:13.45  | Stephan Freigang Tyskland                                                                            | 2:14.00  |
| 110 meter häck     | Mark McKoy Kanada                                                                          | 13,12          | Tony Dees USA                                                                      | 13,24    | Jack Pierce USA                                                                                      | 13,26    |
| 400 meter häck     | Kevin Young USA                                                                            | 46,78 (WR)     | Winthrop Graham Jamaica                                                            | 47,66    | Kriss Akabusi Storbritannien                                                                         | 47,82    |
| 3 000 meter hinder | Matthew Birir Kenya                                                                        | 8.08,84        | Patrick Sang Kenya                                                                 | 8.09,55  | William Mutwol Kenya                                                                                 | 8.10,74  |
| 4 x 100 meter      | USA: Michael Marsh Leroy Burrell Dennis Mitchell Carl Lewis James Jett*                    | 37,40 (WR)     | Nigeria: Oluyemi Kayode Chidi Imoh Olapade Adeniken Davidson Ezinwa Osmond Ezinwa* | 37,98    | Kuba: Andrés Simón Joel Lamela Joel Isasi Jorge Aguilera                                             | 38,00    |
| 4 x 400 meter      | USA: Andrew Valmon Quincy Watts Michael Johnson Steve Lewis Darnell Hall* Charles Jenkins* | 2.55,74 (WR)   | Kuba: Lázaro Martínez Héctor Herrera Norberto Téllez Roberto Hernández             | 2.59,51  | Storbritannien: Roger Black David Grindley Kriss Akabusi John Regis Du'aine Ladejo* Mark Richardson* | 2.59,73  |
| 20 km gång         | Daniel Plaza Spanien                                                                       | 1:21.25        | Guillaume LeBlanc Kanada                                                           | 1:22.25  | Giovanni De Benedictis Italien                                                                       | 1:23.11  |
| 50 km gång         | Andrej Perlov OSS                                                                          | 3:50.13        | Carlos Mercenario Mexiko                                                           | 3:52.09  | Ronald Weigel Tyskland                                                                               | 3:53.45  |
| Höjdhopp           | Javier Sotomayor Kuba                                                                      | 2,34 m         | Patrik Sjöberg Sverige                                                             | 2,34 m   | Hollis Conway USA, Tim Forsyth Australien och Artur Partyka Polen                                    | 2,34 m   |
| Längdhopp          | Carl Lewis USA                                                                             | 8,67 m         | Mike Powell USA                                                                    | 8,64 m   | Joe Greene USA                                                                                       | 8,34 m   |
| Stavhopp           | Maksim Tarasov OSS                                                                         | 5,80 m         | Igor Trandenkov OSS                                                                | 5,80 m   | Javier García Chico Spanien                                                                          | 5,75 m   |
| Trestegshopp       | Mike Conley USA                                                                            | 18,17 m (vind) | Charles Simpkins USA                                                               | 17,60 m  | Frank Rutherford Bahamas                                                                             | 17,36 m  |
| Kulstötning        | Mike Stulce USA                                                                            | 21,70 m        | Jim Doehring USA                                                                   | 20,96 m  | Vyacheslav Lykho OSS                                                                                 | 20,94 m  |
| Diskuskastning     | Romas Ubartas Litauen                                                                      | 65,12 m        | Jürgen Schult Tyskland                                                             | 64,94 m  | Roberto Moya Kuba                                                                                    | 64,12 m  |
| Släggkastning      | Andrej Abduvaljev OSS                                                                      | 82,54 m        | Igor Astapkovitj OSS                                                               | 81,96 m  | Igor Nikulin OSS                                                                                     | 81,38 m  |
| Spjutkastning      | Jan Železný Tjeckoslovakien                                                                | 89,66 m        | Seppo Räty Finland                                                                 | 86,60 m  | Steve Backley Storbritannien                                                                         | 83,38 m  |
| Tiokamp            | Robert Změlík Tjeckoslovakien                                                              | 8 611 p        | Antonio Peñalver Spanien                                                           | 8 412 p  | Dave Johnson USA                                                                                     | 8 309 p  |

- Tävlade i försöken men inte i finalen

### Damer
| Gren           | Guld                                                                                                   | Guld     | Silver                                                                                        | Silver   | Brons                                                                     | Brons    |
| 100 meter      | Gail Devers USA                                                                                        | 10,82    | Juliet Cuthbert Jamaica                                                                       | 10,83    | Irina Privalova OSS                                                       | 10,84    |
| 200 meter      | Gwen Torrence USA                                                                                      | 21,81    | Juliet Cuthbert Jamaica                                                                       | 22,02    | Merlene Ottey Jamaica                                                     | 22,09    |
| 400 meter      | Marie-José Pérec Frankrike                                                                             | 48,83    | Olga Bryzgina OSS                                                                             | 49,05    | Ximena Restrepo Colombia                                                  | 49,64    |
| 800 meter      | Ellen van Langen Nederländerna                                                                         | 1.55,54  | Lilia Nurutdinova OSS                                                                         | 1.55,99  | Ana Fidelia Quirot Kuba                                                   | 1.56,80  |
| 1 500 meter    | Hassiba Boulmerka Algeriet                                                                             | 3.55,30  | Ljudmila Rogatjova OSS                                                                        | 3.56,91  | Qu Yunxia Kina                                                            | 3.57,08  |
| 3 000 meter    | Jelena Romanova OSS                                                                                    | 8.46,04  | Tatjana Samolenko OSS                                                                         | 8.46,85  | Angela Chalmers Kanada                                                    | 8.47,22  |
| 10 000 meter   | Derartu Tulu Etiopien                                                                                  | 31.06,02 | Elana Meyer Sydafrika                                                                         | 31.11,75 | Lynn Jennings USA                                                         | 31.19,89 |
| Maraton        | Valentina Jegorova OSS                                                                                 | 2:32.41  | Yuko Arimori Japan                                                                            | 2:32.49  | Lorraine Moller Nya Zeeland                                               | 2:33.59  |
| 100 meter häck | Voula Patoulidou Grekland                                                                              | 12,64    | LaVonna Martin USA                                                                            | 12,69    | Jordanka Donkova Bulgarien                                                | 12,70    |
| 400 meter häck | Sally Gunnell Storbritannien                                                                           | 53,23    | Sandra Farmer-Patrick USA                                                                     | 53,69    | Janeene Vickers USA                                                       | 54,31    |
| 4 x 100 meter  | USA: Evelyn Ashford Esther Jones Carlette Guidry Gwen Torrence Michelle Finn*                          | 42,11    | OSS: Olga Bogoslovskaja Galina Maltjugina Marina Trandenkova Irina Privalova                  | 42,16    | Nigeria: Beatrice Utondu Faith Idehen Christy Opara-Thompson Mary Onyali  | 42,81    |
| 4 x 400 meter  | OSS: Jelena Ruzina Ljudmila Dzjigalova Olga Nazarova Olga Bryzgina Lilia Nurutdinova* Marina Sjmonina* | 3.20,20  | USA: Natasha Kaiser Gwen Torrence Jearl Miles Rochelle Stevens Denean Howard* Dannette Young* | 3.20,92  | Storbritannien: Phylis Smith Sandra Douglas Jennifer Stoute Sally Gunnell | 3.24,23  |
| 10 km gång     | Chen Yueling Kina                                                                                      | 44.32    | Jelena Nikolajeva OSS                                                                         | 44.33    | Li Chunxiu Kina                                                           | 44.41    |
| Höjdhopp       | Heike Henkel Tyskland                                                                                  | 2,02 m   | Alina Astafei Rumänien                                                                        | 2,00 m   | Joanet Quintero Kuba                                                      | 1,97 m   |
| Längdhopp      | Heike Drechsler Tyskland                                                                               | 7,14 m   | Inessa Kravets OSS                                                                            | 7,12 m   | Jackie Joyner-Kersee USA                                                  | 7,07 m   |
| Kulstötning    | Svetlana Kriveljova OSS                                                                                | 21,06 m  | Huang Zhihong Kina                                                                            | 20,47 m  | Kathrin Neimke Tyskland                                                   | 19,78 m  |
| Diskuskastning | Maritza Martén Kuba                                                                                    | 70,06 m  | Tsvetanka Christova Bulgarien                                                                 | 67,78m   | Daniela Costian Australien                                                | 66,24 m  |
| Spjutkastning  | Silke Renk Tyskland                                                                                    | 68,34 m  | Natalia Sjikolenko OSS                                                                        | 68,26 m  | Karen Forkel Tyskland                                                     | 66,86 m  |
| Sjukamp        | Jackie Joyner-Kersee USA                                                                               | 7 044 p  | Irina Belova OSS                                                                              | 6 845 p  | Sabine Braun Tyskland                                                     | 6 649 p  |

- Tävlade i försöken men inte i finalen

## Fäktning

### Damer
| Gren         | Guld | Silver                                                                                          | Brons                                                                                      |
| Florett      | Giovanna Trillini Italien                                                                                  | Wang Huifeng Kina                                                                               | Tatiana Sadovskaja OSS                                                                     |
| Florett, lag | Italien Diana Bianchedi Francesca Bortolozzi-Borella Giovanna Trillini Dorina Vaccaroni Margherita Zalaffi | Tyskland Sabine Bau Zita Funkenhauser Annette Dobmeier Anja Fichtel-Mauritz Monika Weber-Koszto | Rumänien Reka Szabo-Lazar Claudia Grigorescu Elisabeta Tufan Laura Badea Roxana Dumitrescu |

### Herrar
| Gren         | Guld                                                                                         | Silver | Brons |
| Värja        | Éric Srecki Frankrike                                                                        | Pavel Kolobkov OSS                                                                                               | Jean-Michel Henry Frankrike                                                                                |
| Värja, lag   | Tyskland Elmar Borrmann Robert Felisiak Arnd Schmitt Uwe Proske Wladimir Reznitschenko       | Ungern Iván Kovács Krisztián Kulcsár Ferenc Hegedűs Ernő Kolczonay Gábor Totola                                  | OSS Pavel Kolobkov Andrej Sjuvalov Sergei Kravtjuk Sergei Kostarev Valerij Zacharevitj                     |
| Florett      | Philippe Omnès Frankrike                                                                     | Sergei Golubitskj OSS                                                                                            | Elvis Gregory Kuba                                                                                         |
| Florett, lag | Tyskland Udo Wagner Ulrich Schreck Thorsten Weidner Alexander Koch Ingo Weissenborn          | Kuba Elvis Gregory Guillermo Betancourt Scull Oscar García Perez Tulio Diaz Babier Hermenegildo Garcia Marturell | Polen Marian Sypniewski Piotr Kiełpikowski Adam Krzesiński Cezary Siess Ryszard Sobczak                    |
| Sabel        | Bence Szabó Ungern                                                                           | Marco Marin Italien                                                                                              | Jean-François Lamour Frankrike                                                                             |
| Sabel, lag   | OSS Grigorij Kirijenko Aleksandr Sjirsjov Heorhij Pohosov Vadim Gutzeit Stanislav Pozdnjakov | Ungern Bence Szabó Csaba Köves György Nébald Péter Abay Imre Bujdosó                                             | Frankrike Jean-François Lamour Jean-Phillippe Daurelle Franck Ducheix Hervé Grainger-Veyron Pierre Guichot |

## Gymnastik

### Herrar
| Gren          | Guld | Silver                                                              | Brons                                                                                                   |
| Mångkamp, lag | OSS Valerij Belenkij Ihor Korobtjynskyj Hryhorij Misiutin Vitalj Sjtjerba Rustam Sjaripov Aleksej Voropajev | Kina Guo Linyao Li Chunyang Li Dashuang Li Ge Li Jing Li Xiaoshuang | Japan Yutaka Aihara Takashi Chinen Yoshiaki Hatakeda Yukio Iketani Masayuki Matsunaga Daisuke Nishikawa |
| Mångkamp      | Vitalj Sjtjerba OSS                                                                                         | Hryhorij Misiutin OSS                                               | Valerij Belenkij OSS                                                                                    |
| Matta         | Li Xiaoshuang Kina                                                                                          | Yukio Iketani Japan                                                 | Inte utdelat.                                                                                           |
| Matta         | Li Xiaoshuang Kina                                                                                          | Hryhorij Misiutin OSS                                               | Inte utdelat.                                                                                           |
| Bygelhäst     | Vitalj Sjtjerba OSS                                                                                         | Inte utdelat                                                        | Andreas Wecker Tyskland                                                                                 |
| Bygelhäst     | Pae Gil-Su Nordkorea                                                                                        | Inte utdelat                                                        | Andreas Wecker Tyskland                                                                                 |
| Ringar herrar | Vitalj Sjtjerba OSS                                                                                         | Li Jing Kina                                                        | Andreas Wecker Tyskland                                                                                 |
| Ringar herrar | Vitalj Sjtjerba OSS                                                                                         | Li Jing Kina                                                        | Li Xiaoshuang Kina                                                                                      |
| Hopp          | Vitalj Sjtjerba OSS                                                                                         | Hryhorij Misiutin OSS                                               | Yoo Ok Ryul Sydkorea                                                                                    |
| Barr          | Vitalj Sjtjerba OSS                                                                                         | Li Jing Kina                                                        | Ihor Korobtjynskyj OSS                                                                                  |
| Barr          | Vitalj Sjtjerba OSS                                                                                         | Li Jing Kina                                                        | Guo Linyao Kina                                                                                         |
| Barr          | Vitalj Sjtjerba OSS                                                                                         | Li Jing Kina                                                        | Masayuki Matsunaga Japan                                                                                |
| Räck          | Trent Dimas USA                                                                                             | Hryhorij Misiutin OSS                                               | inte utdelat                                                                                            |
| Räck          | Trent Dimas USA                                                                                             | Andreas Wecker Tyskland                                             | inte utdelat                                                                                            |

### Damer
| Gren          | Guld | Silver                                                                                             | Brons                                                                              |              |
| Mångkamp, lag | OSS Svjatlana Baginskaja Oksana Chusovitina Rozalia Galijeva Elena Grudneva Tatiana Gutsu Tatiana Lysenko | Rumänien Cristina Bontaș Gina Gogean Vanda Hădărean Lavinia Miloșovici Maria Neculiță Mirela Pașca | USA Wendy Bruce Dominique Dawes Shannon Miller Betty Okino Kerri Strug Kim Zmeskal |              |
| Mångkamp      | Tatiana Gutsu OSS                                                                                         | Shannon Miller USA                                                                                 | Lavinia Miloșovici Rumänien                                                        |              |
| Hopp          | Lavinia Miloșovici Rumänien                                                                               | Inte utdelat                                                                                       | Tatiana Lysenko OSS                                                                |              |
| Hopp          | Henrietta Ónodi Ungern                                                                                    | Inte utdelat                                                                                       | Tatiana Lysenko OSS                                                                |              |
| Barr          | Lu Li Kina                                                                                                | Tatiana Gutsu OSS                                                                                  | Shannon Miller USA                                                                 |              |
| Balansbom     | Tatiana Lysenko OSS                                                                                       | Lu Li Kina                                                                                         | Inte utdelat                                                                       | Inte utdelat |
| Balansbom     | Tatiana Lysenko OSS                                                                                       | Shannon Miller USA                                                                                 | Inte utdelat                                                                       | Inte utdelat |
| Matta         | Lavinia Miloșovici Rumänien                                                                               | Henrietta Ónodi Ungern                                                                             | Cristina Bontaș Rumänien                                                           |              |
| Matta         | Lavinia Miloșovici Rumänien                                                                               | Henrietta Ónodi Ungern                                                                             | Shannon Miller USA                                                                 |              |
| Matta         | Lavinia Miloșovici Rumänien                                                                               | Henrietta Ónodi Ungern                                                                             | Tatiana Gutsu OSS                                                                  |              |

## Handboll

### Herrar
| Guld: | Silver: | Brons: |
| Förenade lagetAndrej Lavrov Igor Vassiljev Yuri Gavrilov Andrej Barbatjinskij Serguej Bebetjko Valeri Gopin Vassilij Koudinov Talant Dujshebaev Michail Jakimovitj Oleg Grebnev Oleg Kisselev Igor Tjumak | SverigeMats Olsson Robert Hedin Magnus Wislander Anders Bäckegren Per Carlén Erik Hajas Magnus Cato Axel Sjöblad Robert Andersson Pierre Thorsson Patrik Liljestrand Staffan Olsson Magnus Andersson Tommy Suoraniemi Tomas Svensson | FrankrikePhilippe Medard Pascal Mahé Philippe Debureau Denis Lathoud Denis Tristant Gael Monthurel Alain Portes Éric Quintin Jean-Luc Thiébaut Philippe Gardent Thierry Perreux Laurent Munier Frédéric Perez Jackson Richardson Stephane Stoecklin Frédéric Volle |

### Damer
| Guld: | Silver: | Brons: |
| SydkoreaMoon Hyang-ja Nam Eun-young Lee Ho-youn Lee Mi-young Hong Jeong-ho Lim O-kyeong Min Hye-sook Park Jeong-lim Oh Sung-ok Jang Ri-ra Kim Hwa-sook Park Kap-sook Cha Jae-kyung | NorgeHege Kirsti Frøseth Tonje Sagstuen Hanne Hogness Heidi Sundal Susann Goksør Cathrine Svendsen Mona Dahle Siri Eftedal Henriette Henriksen Ingrid Steen Karin Pettersen Annette Skotvoll Kristine Duvholt Heidi Tjugum | Förenade lagetSvetlana Bogdanova Natalia Derjugina Galina Onoprijenko Tetiana Gorb Natalia Morskova Ljudmila Gudz Svetlana Prjachina Natalja Anisimova Galina Borzenkova Tatiana Dzjandzjgava |

## Judo

### Damer
| Gren                                | Guld                       | Silver                            | Brons                        |
| Extra lättvikt (48 kg) Detaljer...  | Cécile Nowak Frankrike     | Ryoko Tamura Japan                | Amarilis Savón Kuba          |
| Extra lättvikt (48 kg) Detaljer...  | Cécile Nowak Frankrike     | Ryoko Tamura Japan                | Hülya Şenyurt Turkiet        |
| Halv lättvikt (52 kg) Detaljer...   | Almudena Muñoz Spanien     | Noriko Mizoguchi Japan            | Li Zhongyun Kina             |
| Halv lättvikt (52 kg) Detaljer...   | Almudena Muñoz Spanien     | Noriko Mizoguchi Japan            | Sharon Rendle Storbritannien |
| Lättvikt (56 kg) Detaljer...        | Miriam Blasco Spanien      | Nicola Fairbrother Storbritannien | Driulis González Kuba        |
| Lättvikt (56 kg) Detaljer...        | Miriam Blasco Spanien      | Nicola Fairbrother Storbritannien | Chiyori Tateno Japan         |
| Halv mellanvikt (61 kg) Detaljer... | Cathérine Fleury Frankrike | Yael Arad Israel                  | Jelena Petrova OSS           |
| Halv mellanvikt (61 kg) Detaljer... | Cathérine Fleury Frankrike | Yael Arad Israel                  | Zhang Di Kina                |
| Mellanvikt (66 kg) Detaljer...      | Odalis Revé Kuba           | Emanuela Pierantozzi Italien      | Kate Howey Storbritannien    |
| Mellanvikt (66 kg) Detaljer...      | Odalis Revé Kuba           | Emanuela Pierantozzi Italien      | Heidi Rakels Belgien         |
| Halv tungvikt(72 kg) Detaljer...    | Kim Mi-Jung Sydkorea       | Yoko Tanabe Japan                 | Irene de Kok Nederländerna   |
| Halv tungvikt(72 kg) Detaljer...    | Kim Mi-Jung Sydkorea       | Yoko Tanabe Japan                 | Laetitia Meignan Frankrike   |
| Tungvikt (+72 kg) Detaljer...       | Zhuang Xiaoyan Kina        | Estela Rodríguez Kuba             | Natalia Lupino Frankrike     |
| Tungvikt (+72 kg) Detaljer...       | Zhuang Xiaoyan Kina        | Estela Rodríguez Kuba             | Yoko Sakaue Japan            |

### Herrar
| Gren                                | Guld                      | Silver                         | Brons                       |
| Extra lättvikt (60 kg) Detaljer...  | Nazim Husejnov OSS        | Yoon Hyun Sydkorea             | Tadanori Koshino Japan      |
| Extra lättvikt (60 kg) Detaljer...  | Nazim Husejnov OSS        | Yoon Hyun Sydkorea             | Richard Trautmann Tyskland  |
| Halv lättvikt (65 kg) Detaljer...   | Rogério Sampaio Brasilien | József Csák Ungern             | Israel Hernández Kuba       |
| Halv lättvikt (65 kg) Detaljer...   | Rogério Sampaio Brasilien | József Csák Ungern             | Udo Quellmalz Tyskland      |
| Lättvikt (71 kg) Detaljer...        | Toshihiko Koga Japan      | Bertalan Hajtós Ungern         | Chung Hoon Sydkorea         |
| Lättvikt (71 kg) Detaljer...        | Toshihiko Koga Japan      | Bertalan Hajtós Ungern         | Oren Smadja Israel          |
| Halv mellanvikt (78 kg) Detaljer... | Hidehiko Yoshida Japan    | Jason Morris USA               | Bertrand Damaisin Frankrike |
| Halv mellanvikt (78 kg) Detaljer... | Hidehiko Yoshida Japan    | Jason Morris USA               | Kim Byung-Joo Sydkorea      |
| Mellanvikt (86 kg) Detaljer...      | Waldemar Legień Polen     | Pascal Tayot Frankrike         | Nicolas Gill Kanada         |
| Mellanvikt (86 kg) Detaljer...      | Waldemar Legień Polen     | Pascal Tayot Frankrike         | Hirotaka Okada Japan        |
| Halv tungvikt (95 kg) Detaljer...   | Antal Kovács Ungern       | Raymond Stevens Storbritannien | Theo Meijer Nederländerna   |
| Halv tungvikt (95 kg) Detaljer...   | Antal Kovács Ungern       | Raymond Stevens Storbritannien | Dmitri Sergejev OSS         |
| Tungvikt (+95 kg) Detaljer...       | David Chachaleisjvili OSS | Naoya Ogawa Japan              | Imre Csosz Ungern           |
| Tungvikt (+95 kg) Detaljer...       | David Chachaleisjvili OSS | Naoya Ogawa Japan              | David Douillet Frankrike    |

## Kanotsport

### Slalom
| Gren                    | Guld                              | Silver                                    | Brons                                   |
| Damer, K-1 Detaljer...  | Elisabeth Micheler-Jones Tyskland | Danielle Woodward Australien              | Dana Chladek USA                        |
| Herrar, C-1 Detaljer... | Lukáš Pollert Tjeckoslovakien     | Gareth Marriott Storbritannien            | Jacky Avril Frankrike                   |
| Herrar, C-2 Detaljer... | USA Scott Strausbaugh Joe Jacobi  | Tjeckoslovakien Miroslav Šimek Jiří Rohan | Frankrike Frank Adisson Wilfrid Forgues |
| Herrar, K-1 Detaljer... | Pierpaolo Ferrazzi Italien        | Sylvain Curinier Frankrike                | Jochen Lettmann Tyskland                |

### Sprint
Damer
| Gren                      | Guld                                                      | Silver                                                                | Brons                                                                 |
| K-1 500 meter Detaljer... | Birgit Schmidt Tyskland                                   | Rita Kőbán Ungern                                                     | Izabela Dylewska Polen                                                |
| K-2 500 meter Detaljer... | Tyskland Ramona Portwich Anke von Seck                    | Sverige Agneta Andersson Susanne Gunnarsson                           | Ungern Rita Kőbán Éva Dónusz                                          |
| K-4 500 meter Detaljer... | Ungern Rita Kőbán Éva Dónusz Erika Mészáros Kinga Czigány | Tyskland Katrin Borchert Ramona Portwich Birgit Schmidt Anke von Seck | Sverige Anna Olsson Agneta Andersson Maria Haglund Susanne Rosenqvist |

Herrar
| Gren                       | Guld                                                                | Silver                                                        | Brons                                                            |
| C-1 500 meter Detaljer...  | Nikolaj Buchalov Bulgarien                                          | Mychajlo Slyvynskyj OSS                                       | Olaf Heukrodt Tyskland                                           |
| C-1 1000 meter Detaljer... | Nikolaj Buchalov Bulgarien                                          | Ivans Klementjevs Lettland                                    | György Zala Ungern                                               |
| C-2 500 meter Detaljer...  | OSS Dzmitryj Daŭhaljonak Aljaksandr Masiajkoŭ                       | Tyskland Ulrich Papke Ingo Spelly                             | Bulgarien Martin Marinov Blagovest Stojanov                      |
| C-2 1000 meter Detaljer... | Tyskland Ulrich Papke Ingo Spelly                                   | Danmark Christian Frederiksen Arne Nielsson                   | Frankrike Didier Hoyer Olivier Boivin                            |
| K-1 500 meter Detaljer...  | Mikko Kolehmainen Finland                                           | Zsolt Gyulay Ungern                                           | Knut Holmann Norge                                               |
| K-1 1000 meter Detaljer... | Clint Robinson Australien                                           | Knut Holmann Norge                                            | Greg Barton USA                                                  |
| K-2 500 meter Detaljer...  | Tyskland Kay Bluhm Torsten Gutsche                                  | Polen Maciej Freimut Wojciech Kurpiewski                      | Italien Bruno Dreossi Antonio Rossi                              |
| K-2 1000 meter Detaljer... | Tyskland Kay Bluhm Torsten Gutsche                                  | Sverige Kalle Sundqvist Gunnar Olsson                         | Polen Grzegorz Kotowicz Dariusz Białkowski                       |
| K-4 1000 meter Detaljer... | Tyskland Mario von Appen Oliver Kegel Thomas Reineck André Wohllebe | Ungern Ferenc Csipes Zsolt Gyulay Attila Ábrahám László Fidel | Australien Ramon Andersson Kelvin Graham Ian Rowling Steven Wood |

## Landhockey

### Herrar
| Guld   | Tyskland Michael Knauth, Christopher Reitz, Carsten Fischer, Jan-Peter Tewes, Volker Fried, Klaus Michler, Andreas Keller, Michael Metz, Christian Blunck, Sven Meinhardt, Michael Hilgers, Andreas Becker, Stefan Saliger, Stefan Tewes, Christian Mayerhöfer och Oliver Kurtz.       |
| Silver | Australien John Bestall, Warren Birmingham, Lee Bodimeade, Ashley Carey, Gregory Corbitt, Stephen Davies, Damon Diletti, Lachlan Dreher, Lachlan Elmer, Dean Evans, Paul Lewis, Graham Reid, Jay Stacy, Michael York, David Wansbrough och Ken Wark.                                   |
| Brons  | Pakistan Tahir Zaman, Mujahid Ali Rana, Anjum Saeed, Muhammad Shahbaz, Muhammad Khalid, Farhat Hassan Khan, Shahid Ali Khan, Musaddiq Hussain, Muhammad Qamar Ibrahim, Khawaja Junaid, Asif Bajwa, Khalid Bashir, Wasim Feroz, Mansoor Ahmed, Shahbaz Ahmed och Muhammad Akhlaq Ahmed. |

### Damer
| Guld   | Spanien Anna Maiques, Celia Corres, Elisabeth Maragall, María Ángeles Rodríguez, María Carmen Barea, Marívi González, Maider Tellería, María Isabel Martínez, Mercedes Coghen, Nagore Gabellanes, Natalia Dorado, Nuria Olivé, Silvia Manrique, Sonia Barrio, Teresa Motos och Virginia Ramírez. |
| Silver | Tyskland Britta Becker, Tanja Dickenscheid, Nadine Ernsting-Krienke, Christine Ferneck, Eva Hagenbäumer, Franziska Hentschel, Caren Jungjohann, Katrin Kauschke, Irina Kuhnt, Heike Lätzsch, Susanne Müller, Tina Peters, Simone Thomaschinski, Bianca Weiß, Anke Wild och Susie Wollschläger.   |
| Brons  | Storbritannien Joanne Thompson, Helen Morgan, Lisa Bayliss, Karen Brown, Mary Nevill, Jill Atkins, Vickey Dixon, Wendy Fraser, Sandy Lister, Jane Sixsmith, Alison Ramsay, Jackie McWilliams, Tammy Miller, Mandy Nicholls, Kathryn Johnson och Susan Fraser.                                    |

## Modern femkamp

### Herrar
| Gren         | Guld                                                          | Silver                                                   | Brons                                                     |
| Individuellt | Arkadiusz Skrzypaszek Polen                                   | Attila Mizsér Ungern                                     | Eduard Zenovka OSS                                        |
| Lag          | Polen Arkadiusz Skrzypaszek Maciej Czyżowicz Dariusz Goździak | OSS Eduard Zenovka Anatoli Starostin Dmitrij Svatkovskij | Italien Gianluca Tiberti Carlo Massullo Roberto Bomprezzi |

## Ridsport

### Dressyr
| Gren                            | Guld | Guld | Silver | Silver | Brons                                                                                              | Brons                                                                                              |
| ------------------------------- | --- | --- | --- | --- | -------------------------------------------------------------------------------------------------- | -------------------------------------------------------------------------------------------------- |
| Individuell dressyr detaljer    | Nicole Uphoff Rembrandt Tyskland                                                                          | Nicole Uphoff Rembrandt Tyskland                                                                          | Isabell Werth Gigolo Tyskland                                                                                       | Isabell Werth Gigolo Tyskland                                                                                       | Klaus Balkenhol Goldstern Tyskland                                                                 | Klaus Balkenhol Goldstern Tyskland                                                                 |
| Lagtävlingen i dressyr detaljer | Tyskland Klaus Balkenhol Goldstern Nicole Uphoff Rembrandt Monica Theodorescu Grunox Isabell Werth Gigolo | Tyskland Klaus Balkenhol Goldstern Nicole Uphoff Rembrandt Monica Theodorescu Grunox Isabell Werth Gigolo | Nederländerna Tineke Bartels Courage Anky van Grunsven Bonfire Ellen Bontje Larius Annemarie Sanders Sanders-Keyzer | Nederländerna Tineke Bartels Courage Anky van Grunsven Bonfire Ellen Bontje Larius Annemarie Sanders Sanders-Keyzer | USA Robert Dover Lectron Carol Lavell Gifted Charlotte Bredahl Monsieur Michael Poulin Graf George | USA Robert Dover Lectron Carol Lavell Gifted Charlotte Bredahl Monsieur Michael Poulin Graf George |

### Fälttävlan
| Gren                               | Guld | Guld | Silver | Silver | Brons | Brons |
| ---------------------------------- | --- | --- | --- | --- | --- | --- |
| Individuell fälttävlan detaljer    | Matthew Ryan Kibah Tic Toc Australien                                                                       | Matthew Ryan Kibah Tic Toc Australien                                                                       | Herbert Bloecker Feine Dame Tyskland                                                                           | Herbert Bloecker Feine Dame Tyskland                                                                           | Blyth Tait Messiah Nya Zeeland                                                                                    | Blyth Tait Messiah Nya Zeeland                                                                                    |
| Lagtävlingen i fälttävlan detaljer | Australien David Green Duncan II Gillian Rolton Peppermint Grove Andrew Hoy Kiwi Matthew Ryan Kibah Tic Toc | Australien David Green Duncan II Gillian Rolton Peppermint Grove Andrew Hoy Kiwi Matthew Ryan Kibah Tic Toc | Nya Zeeland Blyth Tait Messiah Andrew Nicholson Spinning Rhombus Mark Todd Welton Greylag Victoria Latta Chief | Nya Zeeland Blyth Tait Messiah Andrew Nicholson Spinning Rhombus Mark Todd Welton Greylag Victoria Latta Chief | Tyskland Herbert Bloecker Feine Dame Ralf Ehrenbrink Kildare II Matthias Baumann Alabaster Cord Mysegages Ricardo | Tyskland Herbert Bloecker Feine Dame Ralf Ehrenbrink Kildare II Matthias Baumann Alabaster Cord Mysegages Ricardo |

### Hoppning
| Gren                             | Guld                                                                                       | Guld                                                                                       | Silver | Silver | Brons | Brons |
| -------------------------------- | ------------------------------------------------------------------------------------------ | ------------------------------------------------------------------------------------------ | --- | --- | --- | --- |
| Individuell hoppning detaljer    | Ludger Beerbaum Classic Touch Tyskland                                                     | Ludger Beerbaum Classic Touch Tyskland                                                     | Piet Raymakers Ratina Z Nederländerna                                                                       | Piet Raymakers Ratina Z Nederländerna                                                                       | Norman Dello Joio Irish USA                                                                                             | Norman Dello Joio Irish USA                                                                                             |
| Lagtävlingen i hoppning detaljer | Nederländerna Piet Raymakers Ratina Z Bert Romp Waldo E Jan Tops Top Gun Jos Lansink Egano | Nederländerna Piet Raymakers Ratina Z Bert Romp Waldo E Jan Tops Top Gun Jos Lansink Egano | Österrike Boris Boor Love Me Tender Joerg Muenzner Graf Grande Hugo Simon Apricot D Thomas Fruehmann Genius | Österrike Boris Boor Love Me Tender Joerg Muenzner Graf Grande Hugo Simon Apricot D Thomas Fruehmann Genius | Frankrike Hervé Godignon Quidam de Revel Hubert Bourdy Razzina du Poncel Michel Robert Nonix Eric Navet Quito de Baussy | Frankrike Hervé Godignon Quidam de Revel Hubert Bourdy Razzina du Poncel Michel Robert Nonix Eric Navet Quito de Baussy |

Denna tabell: visa • redigera

## Rodd

### Herrar
| Event                         | Guld | Silver | Brons |
| Singelsculler Detaljer...     | Thomas Lange (GER) | Václav Chalupa (TCH) | Kajetan Broniewski (POL) |
| Dubbelsculler Detaljer...     | Peter Antonie och Stephen Hawkins (AUS)                                                                                                   | Arnold Jonke och Christoph Zerbst (AUT)                                                                                                  | Nico Rienks och Henk-Jan Zwolle (NED) |
| Scullerfyra Detaljer...       | Tyskland Andreas Hajek Michael Steinbach Stephan Volkert André Willms                                                                     | Norge Kjetil Undset Per Sætersdal Lars Bjønness Rolf Thorsen                                                                             | Italien Alessandro Corona Gianluca Farina Rossano Galtarossa Filippo Soffici                                                                     |
| Tvåa utan styrman Detaljer... | Matthew Pinsent och Steve Redgrave (GBR)                                                                                                  | Colin von Ettingshausen och Peter Hoeltzenbein (GER)                                                                                     | Iztok Čop och Denis Žvegelj (SLO) |
| Tvåa med styrman Detaljer...  | Storbritannien Garry Herbert (styrman) Greg Searle Jonny Searle                                                                           | Italien Giuseppe Di Capua (styrman) Carmine Abbagnale Giuseppe Abbagnale                                                                 | Rumänien Dumitru Răducanu (styrman) Dimitrie Popescu Nicolaie Taga                                                                               |
| Fyra utan styrman Detaljer... | Australien Andrew Cooper Nick Green Mike McKay James Tomkins                                                                              | USA Jeffrey McLaughlin William Burden Thomas Bohrer Patrick Manning                                                                      | Slovenien Milan Janša Sadik Mujkič Sašo Mirjanič Janez Klemenčič                                                                                 |
| Fyra med styrman Detaljer...  | Rumänien Iulica Ruican Viorel Talapan Dimitrie Popescu Dumitru Răducanu Nicolaie Taga                                                     | Tyskland Ralf Brudel Uwe Kellner Thoralf Peters Karsten Finger Hendrik Reiher                                                            | Polen Wojciech Jankowski Maciej Lasicki Jacek Streich Tomasz Tomiak Michał Cieślak                                                               |
| Åtta med styrman Detaljer...  | Kanada Darren Barber Andrew Crosby Michael Forgeron Robert Marland Terence Paul Derek Porter Michael Rascher Bruce Robertson John Wallace | Rumänien Iulica Ruican Viorel Talapan Vasile Nastase Claudiu Marin Dănuţ Dobre Valentin Robu Vasile Mastacan Ioan Vizitiu Marin Gheorghe | Tyskland Roland Baar Armin Eichholz Detlef Kirchhoff Manfred Klein Bahne Rabe Frank Richter Hans Sennewald Thorsten Streppelhoff Ansgar Wessling |

### Damer
| Event                         | Guld | Silver | Brons |
| Singelsculler Detaljer...     | Elisabeta Lipă (ROU) | Annelies Braedael (BEL) | Silken Laumann (CAN) |
| Dubbelsculler Detaljer...     | Kerstin Köppen och Kathrin Boron (GER) | Veronica Cochelea och Elisabeta Lipă (ROU) | Gu Xiaoli och Lu Huali (CHN) |
| Scullerfyra Detaljer...       | Tyskland Sybille Schmidt Birgit Peter Kerstin Müller Kristina Mundt                                                                                         | Rumänien Anişoara Dobre Doina Ignat Constanța Burcică Veronica Cochelea                                                                                | OSS Antonina Zelikovitj Tetiana Ustiuzjanina Ekaterina Karsten Elena Chloptseva                                                                                      |
| Tvåa utan styrman Detaljer... | Kathleen Heddle och Marnie McBean (CAN) | Ingeburg Schwerzmann och Stefani Werremeier (GER) | Stephanie Pierson och Anna Seaton (USA) |
| Fyra utan styrman Detaljer... | Kanada Kirsten Barnes Jessica Monroe Brenda Taylor Kay Worthington                                                                                          | USA Shelagh Donohoe Cynthia Eckert Carol Feeney Amy Fuller                                                                                             | Tyskland Antje Frank Annette Hohn Gabriele Mehl Birte Siech |
| Åtta med styrman Detaljer...  | Kanada Kirsten Barnes Shannon Crawford Megan Delehanty Kathleen Heddle Marnie McBean Jessica Monroe Brenda Taylor Lesley Thompson (styrman) Kay Worthington | Rumänien Veronica Necula Adriana Bazon Maria Păduraru Iulia Bulie Doina Robu Viorica Lepădatu Doina Șnep-Bălan Elena Georgescu (styrman) Ioana Olteanu | Tyskland Sylvia Dördelmann Kathrin Haacker Christiane Harzendorf Daniela Neunast (styrman) Cerstin Petersmann Dana Pyritz Annegret Strauch Ute Schell Judith Zeidler |

## Segling

### Damer
| Gren                    | Guld                                     | Silver                             | Brons                              |
| Lechner Detaljer...     | Barbara Kendall (NZL)                    | Zhang Xiaodong (CHN)               | Dorien de Vries (NED)              |
| Europajolle Detaljer... | Linda Andersen (NOR)                     | Natalia Vía Dufresne (ESP)         | Julia Trotman (USA)                |
| 470 Detaljer...         | Theresa Zabell och Patricia Guerra (ESP) | Leslie Egnot och Jan Shearer (NZL) | J. J. Isler och Pamela Healy (USA) |

### Herrar
| Gren                  | Guld                                           | Silver                                | Brons                                 |
| Lechner Detaljer...   | Franck David (FRA)                             | Mike Gebhardt (USA)                   | Lars Kleppich (AUS)                   |
| Finnjolle Detaljer... | José María van der Ploeg (ESP)                 | Brian Ledbetter (USA)                 | Craig Monk (NZL)                      |
| 470 Detaljer...       | Francisco Sánchez Luna och Jordi Calafat (ESP) | Morgan Reeser och Kevin Burnham (USA) | Tõnu Tõniste och Toomas Tõniste (EST) |

### Öppna klasser
| Gren                        | Guld                                        | Silver                                  | Brons                                              |
| Flying Dutchman Detaljer... | Luis Doreste och Domingo Manrique (ESP)     | Paul Foerster och Stephen Bourdow (USA) | Jørgen Bojsen-Møller och Jens Bojsen-Møller (DEN)  |
| Tornado Detaljer...         | Yves Loday och Nicolas Hénard (FRA)         | Randy Smyth och Keith Notary (USA)      | Mitch Booth och John Forbes (AUS)                  |
| Starbåt Detaljer...         | Mark Reynolds och Harold Haenel (USA)       | Rod Davis och Don Cowie (NZL)           | Ross MacDonald och Eric Jespersen (CAN)            |
| Soling Detaljer...          | Jesper Bank Steen Secher Jesper Seier (DEN) | Kevin Mahaney Jim Brady Doug Kern (USA) | Lawrie Smith Robert Cruikshank Ossie Stewart (GBR) |

## Simning

### Herrar
| Distans                          | Guld | Silver | Brons                                                                                             |
| 50 meter frisim Detaljer...      | Aleksandr Popov OSS                                                                                            | Matt Biondi USA | Tom Jager USA                                                                                     |
| 100 meter frisim Detaljer...     | Aleksandr Popov OSS                                                                                            | Gustavo Borges Brasilien                                                                                                | Stéphan Caron Frankrike                                                                           |
| 200 meter frisim Detaljer...     | Jevgenij Sadovyj OSS                                                                                           | Anders Holmertz Sverige                                                                                                 | Antti Kasvio Finland                                                                              |
| 400 meter frisim Detaljer...     | Jevgenij Sadovyj OSS                                                                                           | Kieren Perkins Australien                                                                                               | Anders Holmertz Sverige                                                                           |
| 1500 meter frisim Detaljer...    | Kieren Perkins Australien                                                                                      | Glen Housman Australien                                                                                                 | Jörg Hoffmann Tyskland                                                                            |
| 100 meter ryggsim Detaljer...    | Mark Tewksbury Kanada                                                                                          | Jeff Rouse USA | David Berkoff USA                                                                                 |
| 200 meter ryggsim Detaljer...    | Martin López-Zubero Spanien                                                                                    | Vladimir Selkov OSS | Stefano Battistelli Italien                                                                       |
| 100 meter bröstsim Detaljer...   | Nelson Diebel USA                                                                                              | Norbert Rózsa Ungern | Phil Rogers Australien                                                                            |
| 200 meter bröstsim Detaljer...   | Mike Barrowman USA                                                                                             | Norbert Rózsa Ungern | Nick Gillingham Storbritannien                                                                    |
| 100 meter fjäril Detaljer...     | Pablo Morales USA                                                                                              | Rafał Szukała Polen} | Anthony Nesty Surinam                                                                             |
| 200 meter fjäril Detaljer...     | Melvin Stewart USA                                                                                             | Danyon Loader Nya Zeeland                                                                                               | Franck Esposito Frankrike                                                                         |
| 200 meter medley Detaljer...     | Tamás Darnyi Ungern                                                                                            | Greg Burgess USA | Attila Czene Ungern                                                                               |
| 400 meter medley Detaljer...     | Tamás Darnyi Ungern                                                                                            | Eric Namesnik USA | Luca Sacchi Italien                                                                               |
| 4 x 100 meter frisim Detaljer... | USA Joe Hudepohl Matt Biondi Tom Jager Jon Olsen Shaun Jordan* Joel Thomas*                                    | OSS Pavlo Chnykin Gennadij Prigoda Iurie Başcatov Aleksandr Popov Vladimir Pysjnenko* Veniamin Tajanovitj*              | Tyskland Dirk Richter Christian Tröger Steffen Zesner Mark Pinger Andreas Szigat* Bengt Zikarsky* |
| 4 x 200 meter frisim Detaljer... | OSS Dmitrij Lepikov Vladimir Pysjnenko Veniamin Tajanovitj Jevgenij Sadovyj Aleksej Kudrjavtsev* Jurij Muchin* | Sverige Christer Wallin Anders Holmertz Tommy Werner Lars Frölander                                                     | USA Joe Hudepohl Melvin Stewart Jon Olsen Doug Gjertsen Scott Jaffe* Daniel Jorgensen*            |
| 4 x 100 meter medley Detaljer... | USA Jeff Rouse Nelson Diebel Pablo Morales Jon Olsen David Berkoff* Hans Dersch* Melvin Stewart* Matt Biondi*  | OSS Vladimir Selkov Vasilij Ivanov Pavlo Chnykin Aleksandr Popov Vladimir Pysjnenko* Vladislav Kulikov* Dmitrij Volkov* | Kanada Mark Tewksbury Jonathan Cleveland Marcel Gery Stephen Clarke Tom Ponting*                  |

* Simmare som deltog i kval och inte i finalen, men som ändå fick medalj.

### Damer
| Distans                          | Guld | Silver | Brons |
| 50 meter frisim Detaljer...      | Yang Wenyi Kina | Zhuang Yong Kina | Angel Martino USA                                                                                                |
| 100 meter frisim Detaljer...     | Zhuang Yong Kina | Jenny Thompson USA | Franziska van Almsick Tyskland                                                                                   |
| 200 meter frisim Detaljer...     | Nicole Haislett USA | Franziska van Almsick Tyskland                                                                                            | Kerstin Kielgass Tyskland                                                                                        |
| 400 meter frisim Detaljer...     | Dagmar Hase Tyskland | Janet Evans USA | Hayley Lewis Australien                                                                                          |
| 800 meter frisim Detaljer...     | Janet Evans USA | Hayley Lewis Australien                                                                                                   | Jana Henke Tyskland                                                                                              |
| 100 meter ryggsim Detaljer...    | Krisztina Egerszegi Ungern | Tünde Szabó Ungern | Lea Loveless USA                                                                                                 |
| 200 meter ryggsim Detaljer...    | Krisztina Egerszegi Ungern | Dagmar Hase Tyskland | Nicole Stevenson Australien                                                                                      |
| 100 meter bröstsim Detaljer...   | Jelena Rudkovskaja OSS | Anita Nall USA | Samantha Riley Australien                                                                                        |
| 200 meter bröstsim Detaljer...   | Kyoko Iwasaki Japan | Lin Li Kina | Anita Nall USA                                                                                                   |
| 100 meter fjäril Detaljer...     | Qian Hong Kina | Crissy Ahmann-Leighton USA                                                                                                | Catherine Plewinski Frankrike                                                                                    |
| 200 meter fjäril Detaljer...     | Summer Sanders USA | Wang Xiaohong Kina | Susie O'Neill Australien                                                                                         |
| 200 meter medley Detaljer...     | Lin Li Kina | Summer Sanders USA | Daniela Hunger Tyskland                                                                                          |
| 400 meter medley Detaljer...     | Krisztina Egerszegi Ungern | Lin Li Kina | Summer Sanders USA                                                                                               |
| 4 x 100 meter frisim Detaljer... | USA Nicole Haislett Angel Martino Jenny Thompson Dara Torres Ashley Tappin* Crissy Ahmann-Leighton*                              | Kina Le Jingyi Lu Bin Zhuang Yong Yang Wenyi Zhao Kun*                                                                    | Tyskland Franziska van Almsick Daniela Hunger Simone Osygus Manuela Stellmach Kerstin Kielgass* Annette Hadding* |
| 4 x 100 meter medley Detaljer... | USA Crissy Ahmann-Leighton Lea Loveless Anita Nall Jenny Thompson Janie Wagstaff* Megan Kleine* Summer Sanders* Nicole Haislett* | Tyskland Franziska van Almsick Jana Dörries Dagmar Hase Daniela Hunger Daniela Brendel* Bettina Ustrowski* Simone Osygus* | OSS Nina Zjivanevskaja Olha Kyrytjenko Natalja Mesjtjerjakova Jelena Rudkovskaja Jelena Sjubina*                 |

* Simmare som deltog i kval och inte i finalen, men som ändå fick medalj.

## Skytte

### Damer
| Spel                                  | Guld                  | Silver                                      | Brons                                       |
| 50 m gevär tre positioner Detaljer... | Launi Meili USA       | Nonka Matova Bulgarien                      | Małgorzata Książkiewicz Polen               |
| 10 m luftgevär Detaljer...            | Yeo Kab-soon Sydkorea | Vesela Letjeva Bulgarien                    | Aranka Binder Oberoende olympiska deltagare |
| 25 m pistol Detaljer...               | Marina Logvinenko OSS | Li Duihong Kina                             | Dorjsürengiin Mönkhbayar Mongoliet          |
| 10 m luftpistol Detaljer...           | Marina Logvinenko OSS | Jasna Šekarić Oberoende olympiska deltagare | Mariya Grozdeva Bulgarien                   |

### Herrar
| Spel                                  | Guld                      | Silver                     | Brons                                           |
| 50 m gevär tre positioner Detaljer... | Gratsja Petikjan OSS      | Robert Foth USA            | Ryohei Koba Japan                               |
| 50 m gevär liggande Detaljer...       | Lee Eun-chul Sydkorea     | Harald Stenvaag Norge      | Stevan Pletikosić Oberoende olympiska deltagare |
| 10 m luftgevär Detaljer...            | Jurij Fedkin OSS          | Franck Badiou Frankrike    | Johann Riederer Tyskland                        |
| 50 m pistol Detaljer...               | Kanstantsin Lukasjyk OSS  | Wang Yifu Kina             | Ragnar Skanåker Sverige                         |
| 25 m snabbpistol Detaljer...          | Ralf Schumann Tyskland    | Afanasijs Kuzmins Lettland | Vladimir Vokhmyanin OSS                         |
| 10 m luftpistol Detaljer...           | Wang Yifu Kina            | Sergei Pyzjanov OSS        | Sorin Babii Rumänien                            |
| 10 m rörligt mål Detaljer...          | Michael Jakosits Tyskland | Anatoli Asrabajev OSS      | Luboš Račanský Tjeckoslovakien                  |

### Mixade
| Spel              | Guld                          | Silver                | Brons                   |
| Trap Detaljer...  | Petr Hrdlička Tjeckoslovakien | Kazumi Watanabe Japan | Marco Venturini Italien |
| Skeet Detaljer... | Zhang Shan Kina               | Juan Giha Peru        | Bruno Rossetti Italien  |

## Tennis

### Damer
| Gren   | Guld                                  | Silver                                            | Brons                                      |
| Singel | Jennifer Capriati USA                 | Steffi Graf Tyskland                              | Mary Joe Fernández USA                     |
| Singel | Jennifer Capriati USA                 | Steffi Graf Tyskland                              | Arantxa Sánchez Vicario Spanien            |
| Dubbel | Gigi Fernández Mary Joe Fernández USA | Conchita Martínez Arantxa Sánchez Vicario Spanien | Leila Meschi Natasha Zvereva OSS           |
| Dubbel | Gigi Fernández Mary Joe Fernández USA | Conchita Martínez Arantxa Sánchez Vicario Spanien | Nicole Bradtke Rachel McQuillan Australien |

### Herrar
| Gren   | Guld                                | Silver                               | Brons                                     |
| Singel | Marc Rosset Schweiz                 | Jordi Arrese Spanien                 | Goran Ivanišević Kroatien                 |
| Singel | Marc Rosset Schweiz                 | Jordi Arrese Spanien                 | Andrei Tjerkasov OSS                      |
| Dubbel | Boris Becker Michael Stich Tyskland | Wayne Ferreira Piet Norval Sydafrika | Goran Ivanišević Goran Prpić Kroatien     |
| Dubbel | Boris Becker Michael Stich Tyskland | Wayne Ferreira Piet Norval Sydafrika | Javier Frana Christian Miniussi Argentina |

## Tyngdlyftning
| Gren       | Guld                      | Silver                    | Brons                       |
| –52 kg     | Ivan Ivanov Bulgarien     | Lin Qisheng Kina          | Traian Cihărean Rumänien    |
| 52–56 kg   | Chun Byung-kwan Sydkorea  | Liu Shoubin Kina          | Luo Jianming Kina           |
| 56–60 kg   | Naim Süleymanoğlu Turkiet | Nikolaj Pešalov Bulgarien | He Yingqiang Kina           |
| 60–67.5 kg | Israel Militosjan OSS     | Yoto Yotov Bulgarien      | Andreas Behm Tyskland       |
| 67.5–75 kg | Fedor Kassapu OSS         | Pablo Lara Rodriguez Kuba | Kim Myong-nam Nordkorea     |
| 75–82.5 kg | Pyrros Dimas Grekland     | Krzysztof Siemion Polen   | delades inte ut             |
| 82.5–90 kg | Akakios Kakiasvilis OSS   | Sergej Syrtsov OSS        | Sergiusz Wolczaniecki Polen |
| 90–100 kg  | Viktor Tregubov OSS       | Timour Taimazov OSS       | Waldemar Malak Polen        |
| 100–110 kg | Ronny Weller Tyskland     | Artour Akoev OSS          | Stefan Botev Bulgarien      |
| +110 kg    | Aleksandr Kurlovitj OSS   | Leonid Taranenko OSS      | Manfred Nerlinger Tyskland  |

## Volleyboll
| Gren   | Guld | Silver | Brons |
| Herrar | Brasilien Marcelo Negrão Jorge Edson Brito Giovane Gávio Paulo André Silva Maurício Lima Janelson Carvalho Douglas Chiarotti Antonio Carlos Gouveia Talmo Oliveira André Felipe Ferreira Alexandre Samuel Amauri Ribeiro | Nederländerna Edwin Benne Peter Blangé Ron Boudrie Henk-Jan Held Martin van der Horst Marko Klok Olof van der Meulen Jan Posthuma Avital Selinger Martin Teffer Ronald Zoodsma Ron Zwerver                            | USA Eric Sato Jeff Stork Steve Timmons Bryan Ivie Douglas Partie Bob Samuelson Scott Fortune Dan Greenbaum Brent Hilliard Nick Becker Carlos Briceno Bob Ctvrtlik        |
| Damer  | Kuba Regla Bell Mercedes Calderón Magaly Carvajal Marlenis Costa Idalmis Gato Lilia Izquierdo Norka Latamblet Mireya Luis Tania Ortiz Regla Torres                                                                       | OSS Valentina Ogienko Natalya Morozova Marina Nikoulina Elena Tyurina Irina Smirnova Tatyana Sidorenko Tatiana Menchova Evgenya Artamonova Galina Lebedeva Svetlana Vassilevskaia Elena Tcheboukina Svetlana Koritova | USA Liane Sato Paula Weishoff Yoko Zetterlund Elaina Oden Kimberley Oden Teee Sanders Caren Kemner Ruth Lawanson Tammy Liley Janet Cobbs Tara Cross-Battle Lori Endicott |